# Tortyra chorica
Tortyra chorica is een vlinder uit de familie van de glittermotten (Choreutidae). De wetenschappelijke naam van de soort is voor het eerst geldig gepubliceerd in 1926 door Meyrick.